# قرة العين المعتصمية
قُرَّة العَيْن المُعْتَصِميَّة (توفيت 222هـ / 836م) هي جارية من أصول تركيَّة، عاشت في العصر العبَّاسي وأصبحت من جواري الخليفة المعتصم بالله (حكم 218 – 227هـ / 833 – 842م). عُرِفت كأديبة ماهرة في إلقاء الشعر ورواية القصص، ونالت مكانة خاصة لدى المعتصم الذي حزن على وفاتها حزنًا شديدًا.

## سيرتها
كانت قرة العين جارية من أصل تركي، وصلت إلى دار الخلافة العباسية في بغداد بعد شراء الخليفة المعتصم لها من أحد تجار الرقيق مقابل عشرة آلاف درهم. برزت قرة العين في بلاط الخلافة كأديبة ومثقفة، فأجادت إلقاء الشعر ورواية القصص، وعاشت حياة مترفة. توفيت في سنة 222هـ / 836م، ودُفنت في مقابر الرصافة. ذكر أن الخليفة المعتصم جزع عليها كثيرًا، مما يدل على منزلتها الرفيعة ومكانتها الخاصة في قلبه.

### فهرس المنشورات
1. 1 2  حسن (2013)، ص. 94.

### معلومات المنشورات كاملة
الكتب مرتبة حسب تاريخ النشر
- سولاف فيض الله حسن (2013). دور الجواري والقهرمانات في دار الخلافة العباسية (ط. 1). دمشق: صفحات للدراسات والنشر والتوزيع. ISBN:978-9933-495-13-8. OCLC:6914266520. OL:43175027M. QID:Q125689500.